# Décès en février 1945
Décès
- 1941
- 1942
- 1943
- 1944
- 1945
- 1946
- 1947
- 1948
- 1949

Pour une information complémentaire, voir la page d'aide.

| Date       | Nom                  | Activités                                       | Âge | Source |
| ---------- | -------------------- | ----------------------------------------------- | --- | ------ |
| 4 février  | Georges Lapierre     | Instituteur syndicaliste et résistant français. | 58  |        |
| 15 février | Rosa Smester Marrero | Écrivaine et féministe dominicaine.             | 70  |        |